# McLane Stadium
Le McLane Stadium est un stade de football américain situé à Waco dans le Texas.